# Catelier
Catelier é uma comuna francesa na região administrativa da Normandia, no departamento de Sena Marítimo. Estende-se por uma área de 3,82 km². Em 2010 a comuna tinha 271 habitantes (densidade: 70,9 hab./km²).